# Claude Aveline
Pour les articles homonymes, voir Avtsine et Aveline.
Claude Aveline, né Eugène Avtsine dans le 5e arrondissement de Paris le 19 juillet 1901 et mort dans le 15e arrondissement de Paris le 4 novembre 1992, est un écrivain, poète et résistant français.

## Biographie

### Enfance et adolescence, 1901-1918
Dans Moi par un Autre, chronique d'une enfance et d'une adolescence dans les XX premières années de ce siècle, daté de 1981 et publié en 1988, Claude Aveline retrace les premières étapes de son itinéraire. Il naît sous le nom d'Eugène Avtsine le 19 juillet 1901 à Paris au 12 bis de l'avenue des Gobelins. Ses parents sont tous deux juifs russes. 

#### Ses parents
Son père Georges (Guerchon), fils d'Isaac Avtsine et de Marie Iavitz, est né en 1865 à Nijni Novgorod, ou selon une autre tradition familiale à Ielets, gouvernement d'Orel. Sa mère Cécile (Tcherna) Tchernomordik, qui a huit frères et sœurs, tous chirurgiens, médecins ou pharmaciens, est également née en 1865, au centre de la Russie d'Europe à Vitebsk (actuellement en Biélorussie). Ils se marient en novembre 1889 à Vitebsk. Georges Avtsine est alors commis de banque à Liepāja, sur les rives de la Mer Baltique (actuellement en Lettonie), que la ségrégation raciale lui interdit d'habiter. En 1891 ils quittent à vingt-et-un ans, avec Albert, cadet de Georges, l'Empire russe dont ils ont horreur pour la France.
Installés à Paris d'abord au 103 rue Saint-Antoine dans le 4e arrondissement de Paris, Georges Avstine, chétif et bossu, atteint du mal de Pott dans sa jeunesse, sans diplôme mais ayant appris le français, ouvre avec sa femme Cécile un modeste restaurant rue François-Miron, puis en 1893 au 5 rue Suger, où ils cuisinent des repas et les servent à des étudiants russes et français. Vers 1895, l'un d'eux conduit Georges Avstine chez Arsène d'Arsonval qui lui suggère d'ouvrir un atelier pour y fabriquer des isolants en mica. La famille Avstine qui demeure alors 9 rue Bosio dans le quartier d'Auteuil, s'installe en 1897 12 avenue des Gobelins et ouvre un atelier dans la cour. En avril 1902 elle déménage à Bourg-la-Reine, 12 rue des Blagis, où elle demeure jusqu'en septembre 1904 Elle obtient en août 1905 la nationalité française.

#### Son enfance
En 1907 Eugène Avtsine, enfant unique, entre au lycée Henri-IV. L'atelier des Gobelins devenu insuffisant, son père loue un local rue du Départ, puis ouvre une usine à Porchefontaine dans une ancienne imprimerie et, la famille s’installant en juillet 1908 pour sept ans au Chesnay 19 rue de Béthune (aujourd'hui rue du Maréchal-de-Lattre-de-Tassigny) à quelques kilomètres de Versailles, Eugène Avtsine poursuit ses études au lycée Hoche. Il reçoit une éducation parentale marquée par une farouche libre-pensée et l’amour de la littérature. Son père, abonné des Cahiers de la Quinzaine de Charles Péguy, et qui admire Georges Clemenceau pour son action dans l’Affaire Dreyfus, lui donne à lire Jean-Pierre, hebdomadaire pour enfants d'orientation socialiste, fondé à l'instigation de Robert Debré, auquel collaborent notamment Romain Rolland et Jules Renard. En 1913 son oncle, représentant de la maison Avtsine & Cie, lui ayant appris lors de vacances en Angleterre qu'il est juif, il est heurté par cette façon de l'enfermer, lui et sa famille, dans une religion qu'ils ne pratiquent pas. Il se déclarera par la suite agnostique et antiraciste absolu. À treize ans il rédige le premier catalogue de sa bibliothèque.
Pendant la Première Guerre mondiale son père, qu'un mal de Pott a laissé infirme depuis son adolescence, poursuit ses activités. Eugène Avtsine est durant l'été 1915 liftier puis aide-infirmier volontaire à l'Hôtel Royal devenu hôpital temporaire n°28 à Dinard, ce qui lui fait désirer d'être médecin. Puis, la famille déménageant au 9 rue Benjamin-Godard à Passy, il entre en 3ème au lycée Janson-de-Sailly et fait la connaissance de Maurice Schumann (qui sera le porte-parole de la France libre et dont il reconnaîtra en 1940 la voix sur Radio Londres). En mars 1917 la famille se réjouit de l'abdication du tsar Nicolas II et de la fin d'un régime qu'elle avait fui. De 1916 à 1919 Eugène Avtsine lit l'ensemble de l'œuvre jusqu'alors publiée d'Anatole France dont son père lui a offert une vingtaine de livres. Mais sa santé se détériore et il doit abandonner ses études. Les reprenant, il n’ira pas au bout et, souffrant de tuberculose, séjourne en 1918 et 1919 au Cannet près de Cannes avec sa mère. C’est là qu’il commence à écrire et adopte, sur la suggestion d'une jeune fille normande, le pseudonyme de Claude Aveline qui deviendra à l'état civil son nom en 1951 et son prénom en 1956.

### Premières publications; Claude Aveline éditeur, 1919-1931

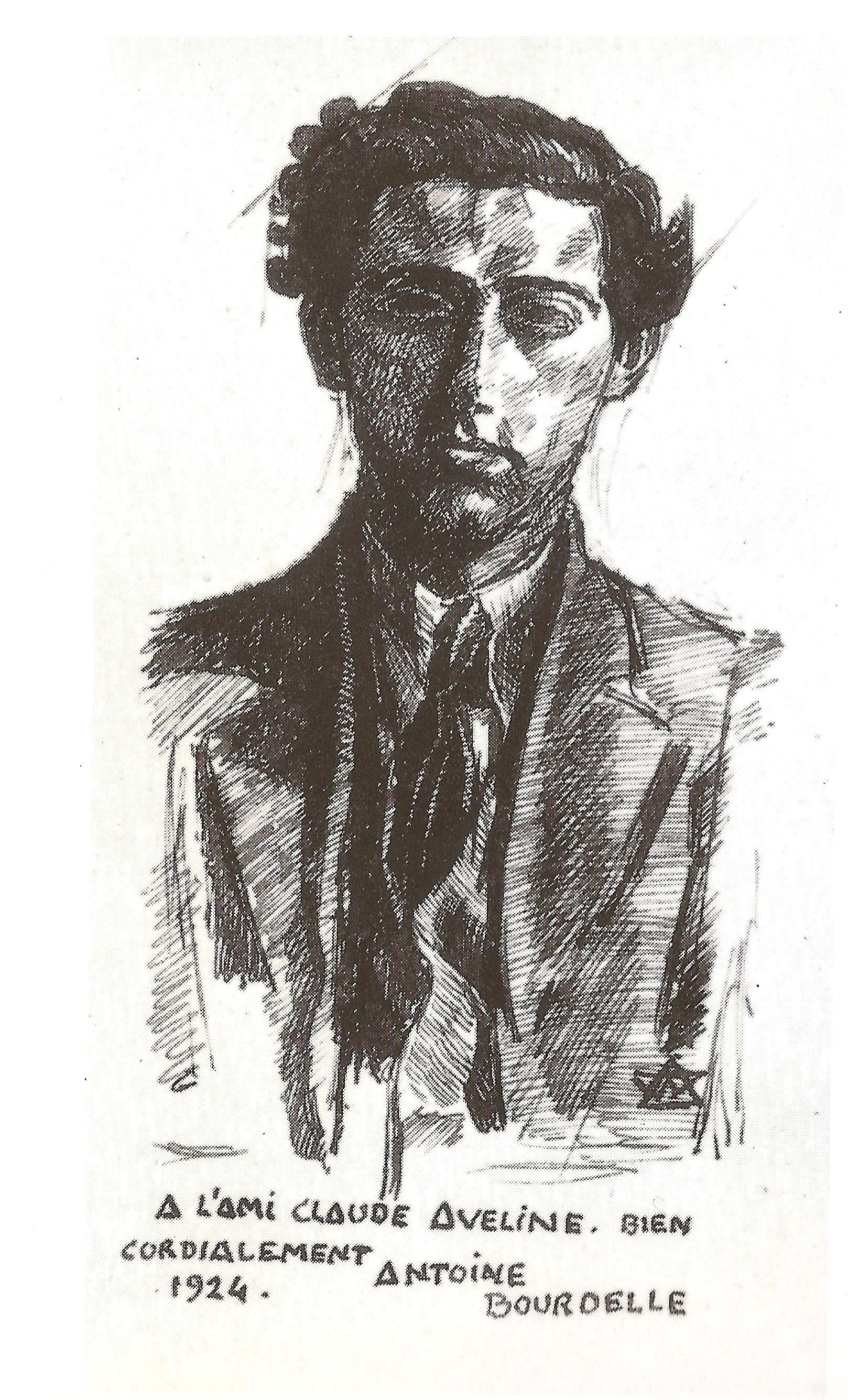
Portrait de Claude Aveline par Antoine Bourdelle, 1924

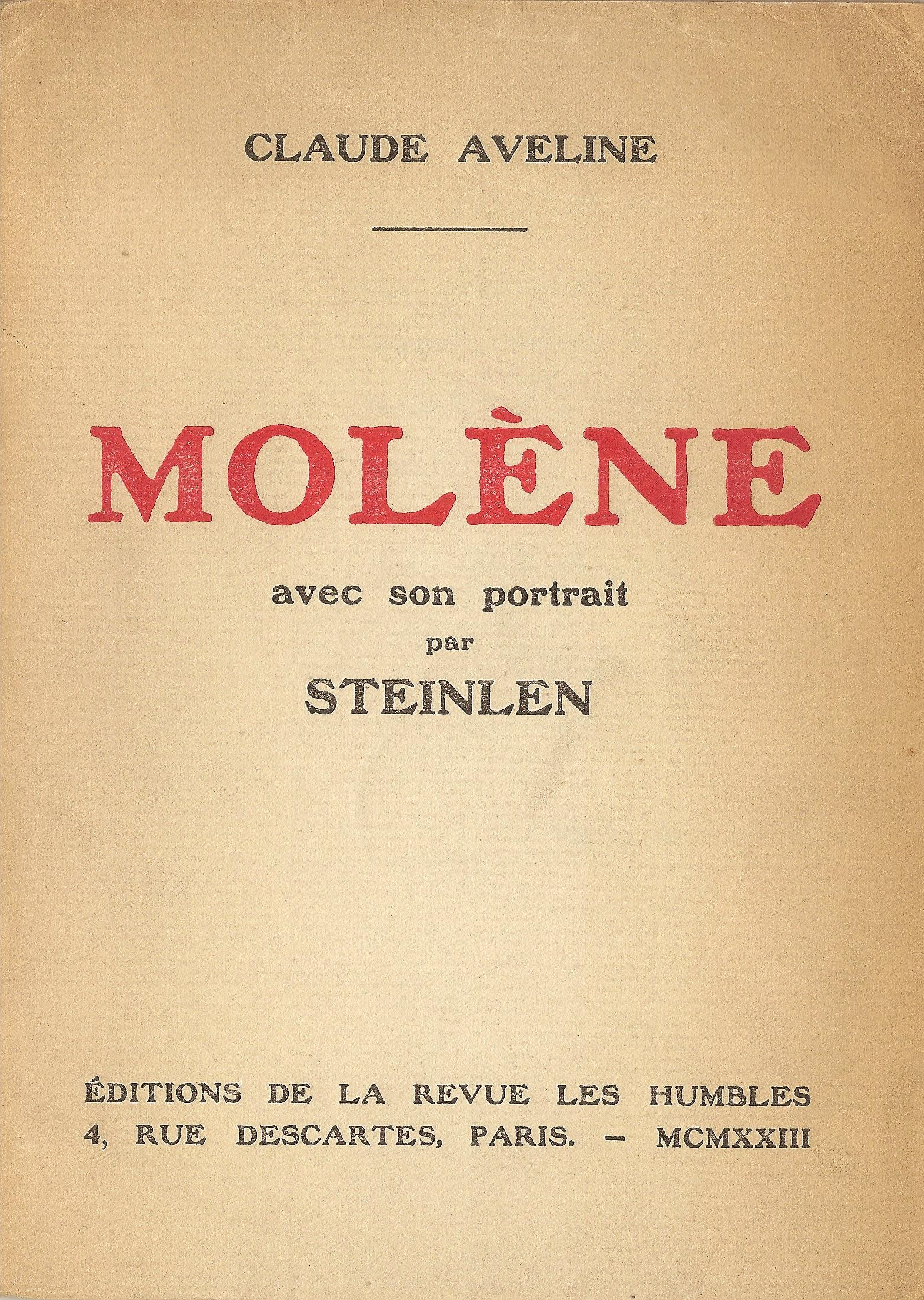
Molène, l'une des premières publications de Claude Aveline, illustrée par Steinlen, 1922

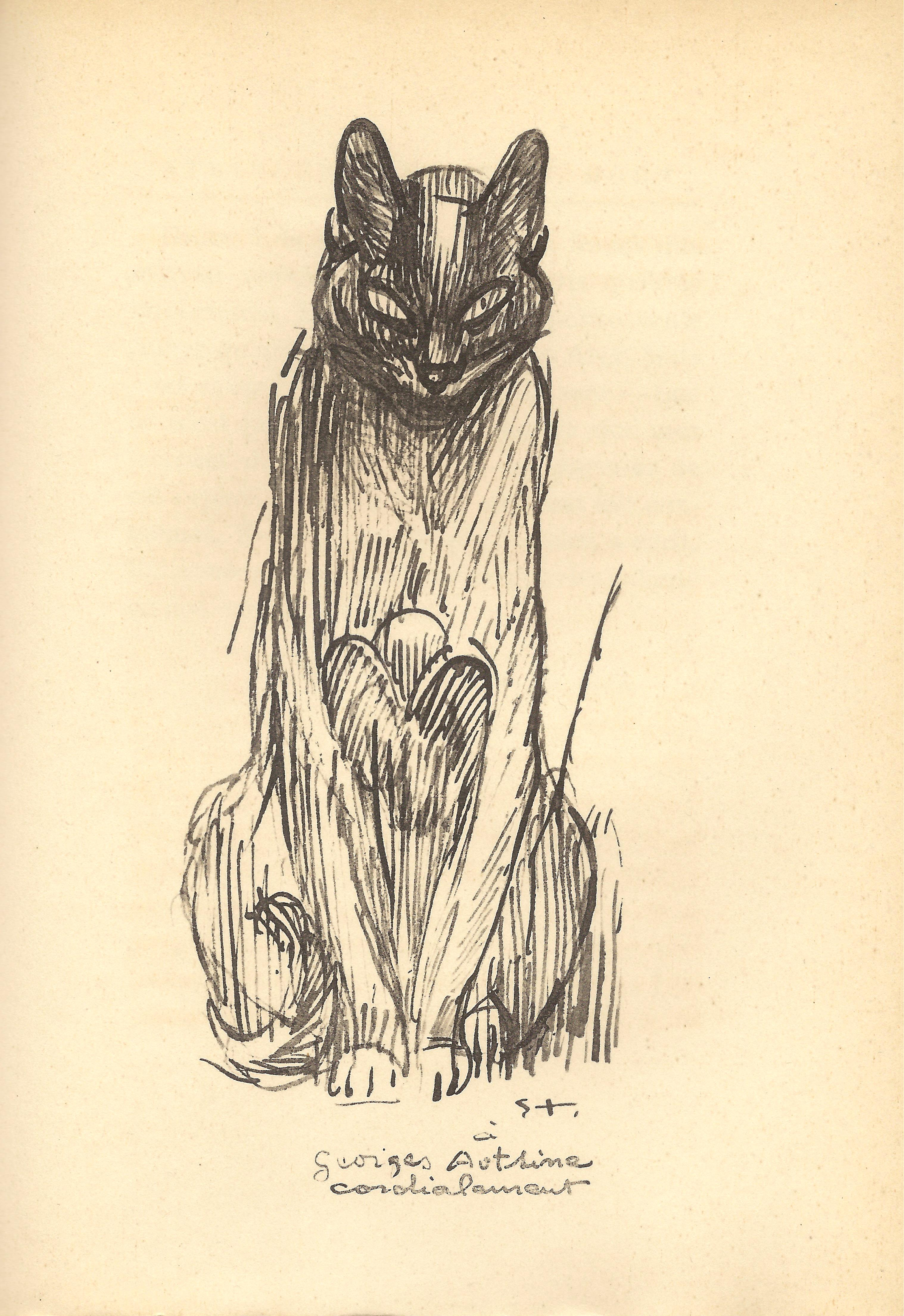
Dessin de Steinlen pour Les Muses mêlées publié par Claude Aveline en 1926

1919 voit paraître ses premiers écrits dans deux revues, Vita et Les Feuilles libres. Un ami, le peintre Robert Le Veneur (Robert-Auguste Jaeger), le présente le 1er décembre, à l'âge de dix-huit ans, à Saint-Cloud chez le docteur Paul-Louis Couchoud, au célèbre écrivain Anatole France, alors âgé de soixante-quinze ans, qui l'accueille dans son intimité jusqu'à sa mort en 1924. Claude Aveline ne cessera de servir l’œuvre et la mémoire d'Anatole France, notamment par la célébration de son centenaire en 1944 à travers le monde comme un symbole de la Libération, et en réunissant ses articles politiques et sociaux (Trente ans de vie sociale, 4 volumes). En 1920 une rechute conduit durant trois mois durant l'hiver Claude Aveline au sanatorium de Leysin. À son retour à Paris il devient en mai le secrétaire d’un érudit, fondateur de la première collection pour bibliophiles modestes, Adolphe van Bever, faisant ainsi pendant dix-huit mois son apprentissage d'éditeur d’art et décidant de l’être à son tour. Il répond à l'invitation qui lui est faite d’écrire la Merveilleuse Légende du Bouddha, laquelle, à la suite d'un procès pour malversations, ne paraîtra qu'en 1928.
Exempté en 1921 de service national, Aveline peut mettre en route, avec l'aide d'Antoine Bourdelle, Georges Duhamel et André Gide, les premiers volumes qui paraissent en 1922 chez « Claude Aveline éditeur » et lui vaudront d'être appelé, à vingt-et-un ans, « le plus jeune éditeur du monde ». En huit ans il édite ainsi une cinquantaine d'ouvrages, notamment, dans sa « Collection philosophique », dix volumes de Saint-Évremond, Voltaire, Diderot, Renan, Anatole France, Remy de Gourmont, Maeterlinck, André Gide, Valéry, Georges Duhamel. Vingt Cahiers de Paris proposent des inédits de vingt auteurs français. La collection La Musique moderne comptera six volumes, dont les premiers ouvrages sur Arthur Honegger, le Jazz, Pelléas et Mélisande et des études critiques sur Darius Milhaud d'André Suarès, sur Igor Stravinsky de Boris de Schlœzer. Aveline édite également une traduction de William Blake par André Gide. En 1923 et 1924 il publie parallèlement, ne s'éditant jamais lui-même, ses premiers contes ou apologues (Molène, inspiré de Crainquebille, L'Homme de Phalère, L’Eau ruisselle de toute part), aux éditions Les Humbles de tendance libertaire, qui seront réunis en 1935.
En mars 1923 Claude Aveline épouse Hélène Bernot, d'origine charentaise. Ils habitent avenue Bosquet et divorcent en 1925. Après un nouvel accident de santé, une infection généralisée, Aveline retourne la même année à Leysin pour sa convalescence et pour y travailler à un roman inspiré de son premier séjour, Madame Maillart, première partie d'une trilogie, La Vie de Philippe Denis. Il y rencontre une jeune roumaine, Creatza A., immobilisée depuis plusieurs années, et à partir de 1926 s'installe pendant quatre ans avec elle à Font-Romeu où elle réapprend à marcher, puis ils gagnent Bandol. Elle deviendra sa deuxième épouse. À la même clinique de Font-Romeu Aveline remarque un jeune malade, le cinéaste Jean Vigo qui y soigne sa tuberculose et qu'il soutiendra jusqu'à sa mort en 1934 à 29 ans. Après le décès de la femme de celui-ci, Lydu Lozinska, en 1939 il deviendra le tuteur de leur fille Luce Vigo (née en 1931) et fondera en 1951 le prix Jean-Vigo dont il présidera le jury durant vingt-cinq ans. Durant ce séjour à Font-Romeu il écrit Le Point du jour et en 1928 Routes de la Catalogne ou Le Livre de l'amitié, journal de bord d'un voyage en automobile qui paraîtra, illustré par Berthold Mahn, en 1932.
Claude Aveline est très proche à partir de 1922 de l'écrivain et poète Philéas Lebesgue (1869-1958), également publié par Les Humbles. Tous deux rédacteurs au Mercure de France, van Bever et Lebesgue se retrouvent à Paris et entrent en relation avec l'éditeur André Delpeuch. Aveline, en compagnie de sa première épouse, vient voir Lebesgue sur son lieu de travail à La Neuville-Vault dans l'Oise en juillet 1925. Philéas Lebesgue traduit du portugais Le Roman d'Amadis de Gaule (reconstitution du roman portugais du XIIIe siècle par Affonso Lopes Vieira) et c'est Claude Aveline qui édite sa traduction en 1924 (222 p.). Claude Aveline et Philéas Lebesgue échangent une importante correspondance de 1922 à 1938. En 1925 dans le rapide Paris-Bordeaux il doit « un salut des plus aléatoires » à l'intervention de son ami médecin Jean Magne qui, d'une piqûre, relève son cœur d'une brutale chute de tension. La même année il édite Les Ouvrages de Georges Duhamel, essai de bibliographie pour lequel il a chaque matin travaillé avec le romancier. En 1926 André Delpeuch édite Les Muses mêlées d'Aveline qui rassemble des témoignages et des réflexions sur ses proches, Antoine Bourdelle, Jean de Saint-Prix, Steinlen et Anatole France.

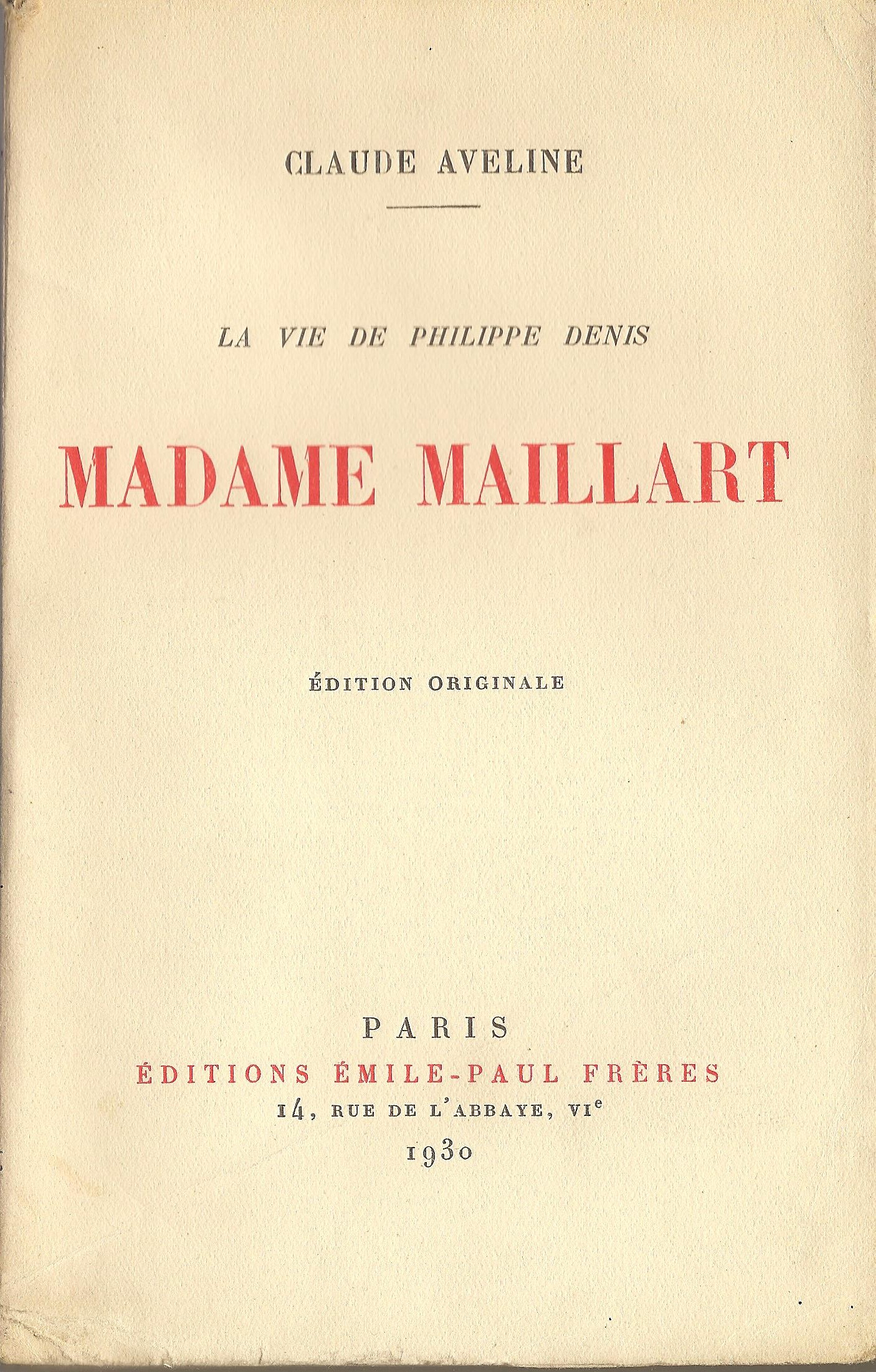
Madame Maillart, premier volume de La Vie de Philippe Denis, 1930

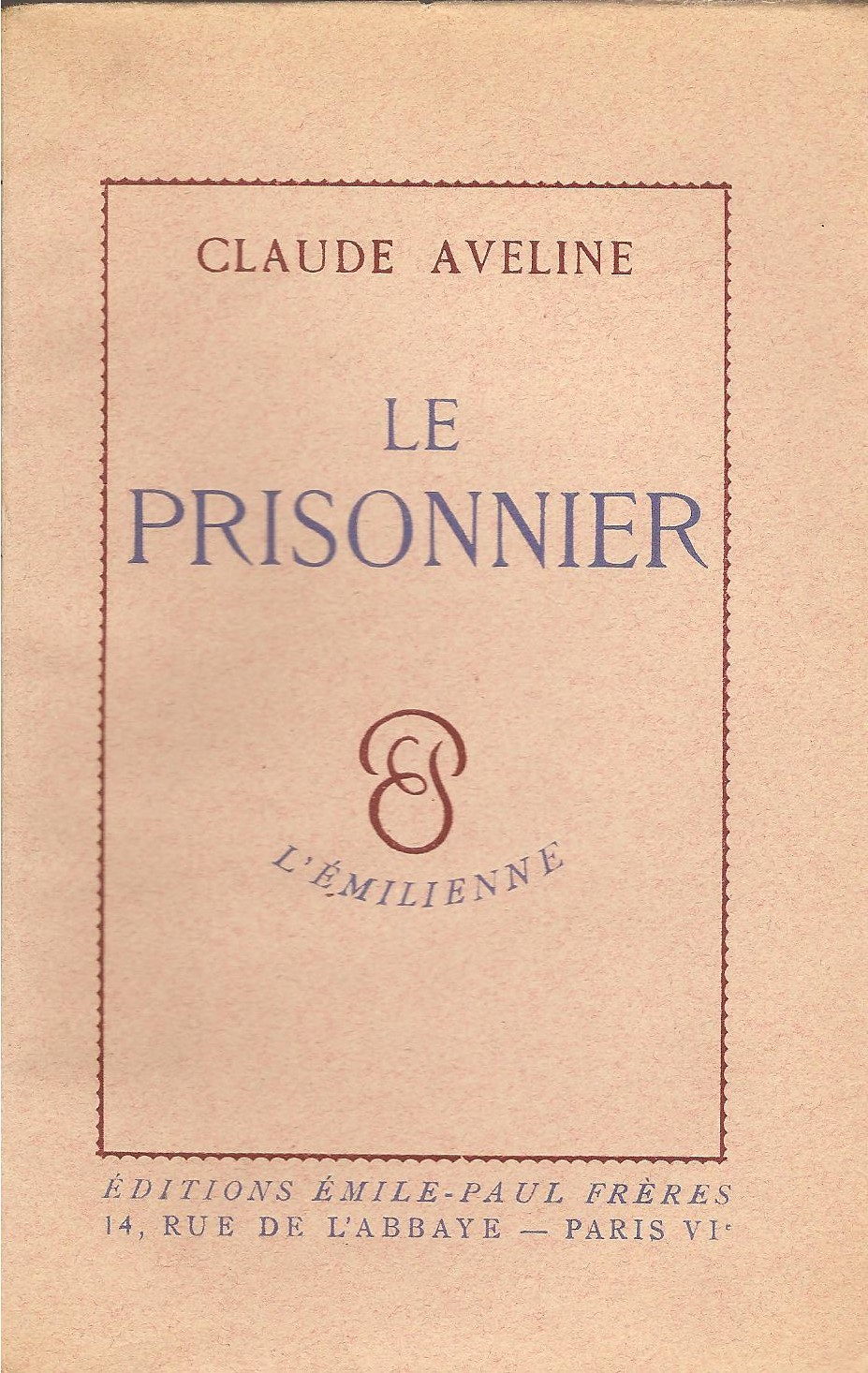
Le Prisonnier, 1936

### Engagements littéraire et politique, 1932-1938
L'accueil fait à ses premiers romans, Le Point du jour publié en 1928 et Madame Maillart en 1930 à son retour à Paris, amène en 1932 l'éditeur à fermer boutique au profit de ses propres ouvrages et de son goût pour la critique cinématographique. Alors qu'on attend de lui le tome II de sa Trilogie, La Vie de Philippe Denis, Claude Aveline écrit, passant des journées à la préfecture de police, un roman policier à la préface péremptoire (« Il n'y a pas de mauvais genres, il n'y a que de mauvais écrivains »), La Double Mort de Frédéric Belot, qui donne au genre policier « ses lettres de noblesse » (Boileau-Narcejac). En 1932, après un voyage d'un mois en Égypte, il écrit La Promenade égyptienne, publiée en 1934.
Passionné de cinéma, Claude Aveline devint critique à la Revue hebdomadaire (1932-1933), à la demande de son ami Pierre Bost qui y tient la rubrique des spectacles, puis à la Revue bleue (1934-1937), et à Commune, revue de l'Association des écrivains et artistes révolutionnaires (1937-1939).
De 1933 à 1939, dans des années d'agitations politiques et sociales, Aveline prend part au mouvement antifasciste à travers des conférences et articles, notamment sous l'égide du Mouvement Amsterdam-Pleyel d'Henri Barbusse et Romain Rolland, qui seront rassemblées en 1945 dans Les Devoirs de l'esprit. Sans adhérer à aucun parti quoique « compagnon de route » du Parti communiste français, il assiste en juin 1935, avec Marcel Willard, Éliane Brault et Germaine Picard-Moch, au début du procès des mineurs des Asturies à Oviedo. Après leur expulsion dès la fin du premier jour, Aveline publie une Lettre à M. le Gouverneur des Asturies qui paraît dans la revue Commune en juillet. Le 14 juillet 1936, Aveline participe à la grande manifestation à Paris des partisans du Front populaire aux côtés d'Élie Faure, Paul Vaillant-Couturier, Charles Vildrac, Léo Lagrange, Jean Cassou, Clara et André Malraux. Membre du comité de rédaction du périodique Ciné-Liberté, il présente en avril 1937 à la Maison de la Mutualité le film Espagne 1936, dirigé par Luis Buñuel. Il participe la même année à la constitution des Maisons de la Culture et intervient dans de nombreux meetings et réunions, notamment au IIe congrès international de l’Association des Écrivains pour la Défense de la Culture, prononçant des discours à Valence, en pleine guerre civile, le 1er juillet 1937 et le 17 à Paris (discours intégrés Les Devoirs de l'esprit, 1945). Membre du comité exécutif des PEN Clubs, il assiste notamment au congrès de Dubrovnik en 1934 et à celui de Prague en 1938 dans les mois qui précédèrent les accords de Munich.
Claude Aveline publie en 1936 un nouveau roman Le Prisonnier, paru d'abord dans Vendredi, dont on a pu soutenir qu'Albert Camus s'était inspiré pour son premier roman L'Étranger,, puis songe à un autre policier : « L'ennui c'est que j'avais tué mon policier du premier coup, et même deux fois, je n'avais pas prévu qu'il aurait à reprendre du service. Heureusement, je ne l'avais pas fait mourir trop jeune. Par la suite, j'ai donc raconté des aventures arrivées avant 1932 ».

### La Résistance, 1939-1944
En 1939, Claude Aveline, mobilisé à sa demande comme ambulancier, est affecté durant deux mois au train des équipages à Versailles où il s'attache à Nicolas Grésy, qui deviendra son fils adoptif (disparu en 1977). Réformé définitivement en février 1940 après une congestion pulmonaire, il fonde dès le mois d'août avec Jean Cassou et Marcel Abraham, « déchus » de leurs fonctions publiques par le régime de Vichy, un petit groupe d'une dizaine d'amis qui se réunit chaque semaine chez les frères Émile-Paul, rue de l'Abbaye, sous couvert d’une association littéraire, « Les Amis d’Alain Fournier ». Ils rédigent et distribuent des tracts signés « Les Français libres de France » en écho aux « Français libres de Londres » afin, particulièrement, de dénoncer la trahison du maréchal Pétain et le gouvernement de Vichy. Par l'intermédiaire d'Agnès Humbert le groupe entre bientôt en relations avec le « réseau du musée de l'Homme », organisé par Boris Vildé et Anatole Lewitsky qui rédige un premier bulletin en décembre 1940. Un agent français de la Gestapo va démanteler le réseau : plus de cent arrestations au cours de 1941, dix condamnations à mort et sept exécutions en 1942. Il écrit L'Abonné de la ligne U, deuxième roman de sa suite policière.
En 1941 Aveline quitte Paris pour retrouver à Lyon, en zone libre, Louis Martin-Chauffier. Installés à Collonges-au-Mont-d'Or, leur maison, où se trouve aussi Luce Vigo, deviendra l'un des principaux lieux de rencontre de cette zone. Contacté par François de Menthon, Aveline assiste à Lyon aux réunions hebdomadaires chez Rémy Roure d’où sort le mouvement Combat. Simone Martin-Chauffier évoquera son rôle dans ses mémoires À bientôt quand même (Calman Lévy, 1976). Claude Aveline s'emploie à mettre en contact des mouvements clandestins de plus en plus nombreux. Réfugié à Chalamont dans l'Ain, chez le pharmacien qui le présente comme un cousin malade, il entre en clandestinité sous le nom de Louis-Marie Martin grâce à un livret militaire périmé de Martin-Chauffier. Il écrit alors Le Jet d'eau, troisième roman de sa suite policière, dont le manuscrit, signé Simon Duval et présenté à la censure par les frères Émile-Paul, sera interdit d'édition, et Le Temps mort, commencé en décembre 1943 à Saint-Rambert-l'Île-Barbe, alors qu'il est accueilli par les parents du peintre Jean Couty, et terminé peu après à Chalamont.
En avril 1944 il échappe par miracle à une arrestation par la Gestapo et rejoint Arras où séjourne son fils, directeur du Comité de gestion laitier du Pas-de-Calais, qui est en liaison avec les Anglais. La même année est publié, sous le pseudonyme de « Minervois », Le Temps mort aux Éditions de minuit fondées clandestinement par son ami le dessinateur Jean Bruller, qui sera connu sous son nom de plume  Vercors, l'auteur du Silence de la mer. Aveline avait déjà publié en 1937 un conte, Baba Diène et Morceau-de-Sucre dont Jean Bruller avait réalisé les dessins.

### Retour à la littérature, 1945-1979
Claude Aveline reprend ses activités à La Libération et prononce des conférences dans toute l’Afrique-Occidentale française (AOF) en 1946 pour l’Alliance française à l'occasion de la réouverture de ses centres, puis au Proche-Orient. Président par intérim de la Société Anatole France, dans l’espoir du retour de Jacques Lion déporté à Auschwitz mais qui n'en reviendra pas, il organise la célébration du centenaire d’Anatole France. Devenu en 1946 président de la Société et participe en 1947 à l'inauguration du quai Anatole-France.
En 1949 est publié par Émile-Paul le premier (250 pages) des quatre tomes de Trente ans de vie sociale dans lequel Aveline a rassemblé, avec une introduction générale de LXXIII pages, les textes épars, articles, conférences, d'Anatole France pour les années 1897-1904. En 1937 le petit-fils d’Anatole France, Lucien Psichari, lui avait demandé d’établir un recueil complémentaire à celui des Temps meilleurs composé de quarante-six discours ou allocutions prononcés par France entre novembre 1899 et février 1906 et publié par Édouard Pelletan en 1906. Claude Aveline pensait reprendre cette édition et la prolonger jusqu’en 1924 mais, découvrant à la Bibliothèque nationale des textes antérieurs à 1898, notamment sur l'affaire Dreyfus, il décide d'en présenter l'intégralité. De 1937 à 1939 il y travaille « 8 à 10 heures par jour », dépouillant des centaines de journaux et périodiques sans parvenir à dépasser l'année 1908. Reprenant l'entreprise après la guerre, il accompagne chacun des textes de France, y compris les pétitions qu'il avait signées, de  présentations analysant les circonstances politiques et sociales de leur écriture, de commentaires et de renvois aux autres textes auxquels il est lié. Les trois tomes suivants, concernant les années 1905-1908, 1909-1914  et 1915-1924 , seront publiés en 1953, 1964 et 1973.
En 1948, Aveline est l'un des premiers titistes après l'excommunication stalinienne et séjourne deux ans plus tard en Yougoslavie. Membre du Comité national des écrivains dès 1944, il en démissionne en 1953. Après de graves accidents de santé (énucléation de l’œil droit), il abandonne la présidence active de la société Anatole France dont il est nommé président d'honneur.
Le Parti communiste français est alors indisposé par la préparation de La Voix libre, cosigné par les résistants Vercors (écrivain), Jean Cassou, et Louis Martin-Chauffier, qui ne peut paraître qu’en 1951, car il accuse ce parti de vouloir museler ses « compagnons de route » du monde intellectuel. Claude Aveline venait de prendre la tête de la commission internationale contre le régime concentrationnaire (CICRC), constituée à Bruxelles en octobre 1950 avec également les résistants Germaine Tillion et Louis Martin-Chauffier, autre contributeur au recueil par le chapitre « Le faux dilemme » au moment où cette commission demande à Moscou une enquête sur les camps de dissidents. Ayant adhéré aux « Combattants de la Liberté » en mars 1948, il signe en 1952 l’appel pour la défense des Libertés après l’arrestation de Jacques Duclos à la suite de la manifestation contre le général Ridgway mais démissionne en 1953 du Comité national des écrivains auquel il appartenait depuis la Libération, après l'affaire du complot des blouses blanches. En novembre 1956 Aveline, Jean Cassou et des ex-communistes adresseront une pétition à Tito (Le Monde, 6 novembre) lui demandant d’intervenir auprès des Soviétiques en faveur de l’indépendance d’une Hongrie socialiste.
Claude Aveline reçoit en 1952 le grand prix de littérature de la SGDL pour l’ensemble de son œuvre. Il est membre du Conseil exécutif de la Société européenne de culture, fondée à Venise en 1950 par Umberto Campagnolo, qui, en pleine guerre froide, a pour but d'instaurer le dialogue entre les peuples. Les deux derniers tomes de sa Trilogie, Les Amours et les haines et Philippe, paraissent en 1952 et 1955. Il se tourne alors vers l'art radiophonique (Le bestiaire inattendu et C'est vrai, mais il ne faut pas le croire qui lui vaut en 1955 le prix Italia). Pendant les vingt années suivantes, il poursuit ses expériences dans tous les genres que peut proposer le micro. En 1957 il célèbre à la radio le cent-cinquantième anniversaire de la naissance d'Aloysius Bertrand. En 1976 la Société des auteurs et compositeurs dramatiques lui décerne son prix de la Radio. En 1957 il publie Les Mots de la fin, 750 paroles de mourants célèbres, dont 150 ont fait l'objet de chapitres lus d'abord sur les ondes par l'auteur.

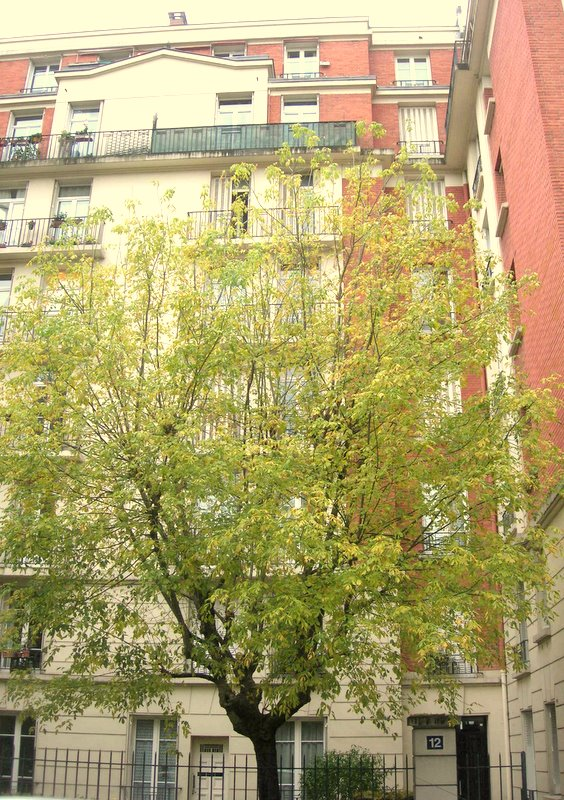
Le 12 rue Théophraste-Renaudot (Paris 15e) où habite et écrit Claude Aveline des années 1950 à sa mort

À partir de 1956, Claude Aveline demande à ses amis peintres de dessiner ou peindre le Portrait de l'Oiseau-Qui-N'Existe-Pas, poème qu'il a écrit en 1950, traduit par la suite en 55 langues (repris dans De). À travers ses 108 portraits par des artistes aussi différents qu'Henri-Georges Adam, Atlan, Bertholle, Bissière, Chastel, Devoucoux, Gischia, Prassinos, Music, Singier, Vieira da Silva ou Jacques Villon, l'ensemble constitue, sur un seul thème autour duquel se réunissent figuratifs et surréalistes, non figuratifs et abstraits, une anthologie unique de la peinture des années 1950-60. En 1963 Aveline en fait don au Musée national d'Art moderne de Paris où elle est exposée, avant de rejoindre le Centre Pompidou qui la présente à nouveau en 1978 (près de vingt ans plus tard un second ensemble comptera 86 portraits, représentatifs des années 1970-80). En 1964 Claude Aveline se remarie aux Angles avec Jeanne Barusseau.
En 1968 Claude Aveline, qui habite à Paris dans les années 40 au 31 rue de Verneuil, dans les années 50 au 19 rue Servandoni puis jusqu'à sa mort au 12 rue Théophraste Renaudot, acquiert une petite maison, Ty Guennic, à l'Île-aux-Moines où il vient régulièrement depuis trois décennies. L'Œil-de-chat, dernier de ses policiers, apparaît en 1970 comme le plus « classique » de sa Suite policière. En un long poème, Monologue pour un disparu, Aveline évoque en 1973 son ami intime Jacques Lion, assassiné à Auschwitz. La même année Le Haut Mal des créateurs se veut une « méditation polémique » sur l'évolution des lettres et des arts dans les années 1960. À partir de 1973 Claude Aveline entreprend des mémoires, Moi par un autre. Au cours d'une tournée en 1960 au Canada, la traversée des Rocheuses en train lui procure une vision fantastique qui l'obsédera durant quinze ans avant de devenir Hoffmann Canada, une pièce radiophonique, puis en 1977 son dernier roman.
En 1978, Claude Aveline constitue un fonds à la bibliothèque de Versailles qui rassemblera ses ouvrages, ses manuscrits, ses livres dédicacés, sa correspondance, la dizaine de milliers de volumes de sa bibliothèque et son buste réalisé par Zadkine, dernière œuvre du sculpteur (« Je suis le dernier Zadkine », constatait-il douloureusement dans un hommage écrit après sa disparition en 1967). Il était membre du comité d'honneur de la Maison internationale des poètes et des écrivains à Saint-Malo

### Dernières années, 1980-1992

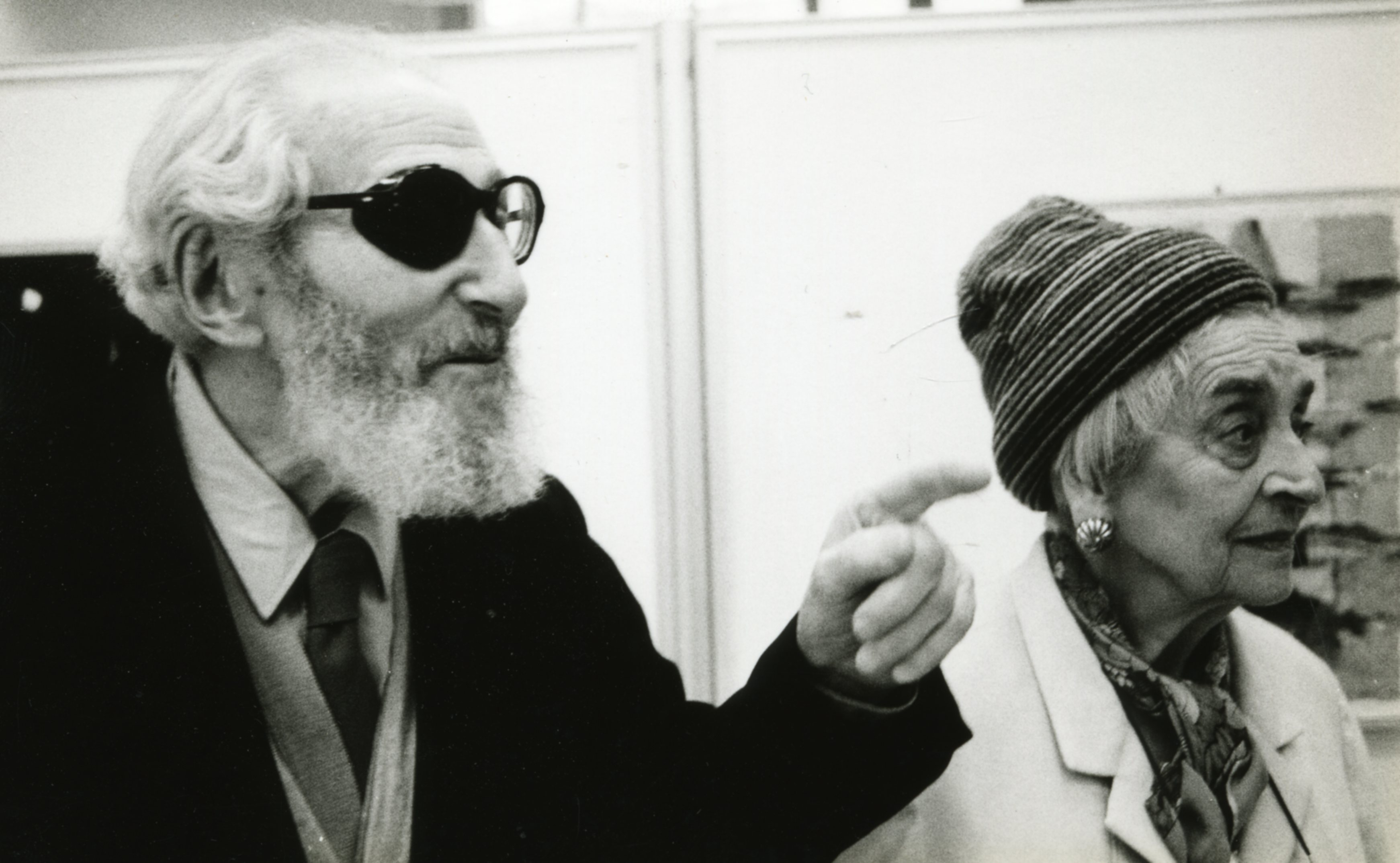
Clauve Aveline et son épouse (Jeanne Barrusseaud) à Paris en 1989

Dans les années 1980, alors qu'une trentaine de ses livres sont édités ou réédités, notamment les policiers dans des collections de poche et en 1987 l'ensemble de sa Suite policière, Claude Aveline termine une « biographie imaginaire », Trésors de la Connivence. La vie et l'œuvre du Pr Lembourg, ajoute aux réflexions d'Avec toi-même et cœtera les remarques De fil en aiguille aux Apprêts de l'Après, publie un ultime hommage à son maître, Anatole France le Vivant, poursuit ses mémoires et reçoit le prix international de la Société européenne de Culture (1986). Dans Itinéraire avelinien il commente en 1987 les dates et les faits qui ont marqué ses 86 ans.
À partir de 1968, Aveline pratique ce qu'il nomme la « peinture au feutre » (stylo-feutre) et réalise des centaines de dessins qui seront exposés à Paris en 1972, Bruxelles, Ljubljana, Zagreb ou Belgrade. « Je me plais au jeu des lignes comme je me plais au jeu des mots », dit-il, alors qu'il les mêle en faisant dialoguer l'image et le titre, souvent humoristique, qu'il lui donne, véritable « petit poème en soi ». Une rétrospective en est présentée en 1991, à quelques mois de sa disparition, au musée Bourdelle à Paris (préface de Rhodia Dufet-Bourdelle, textes de Jean Cassou, Claude Aveline et Michel-Georges Bernard).

## Distinctions honorifiques
- Officier de la Légion d'honneur[Quand ?]
- Commandeur de l'ordre des Arts et des Lettres
- Médaille de la Résistance française, avec rosette (décret du 25 avril 1946)[33]

## Œuvres

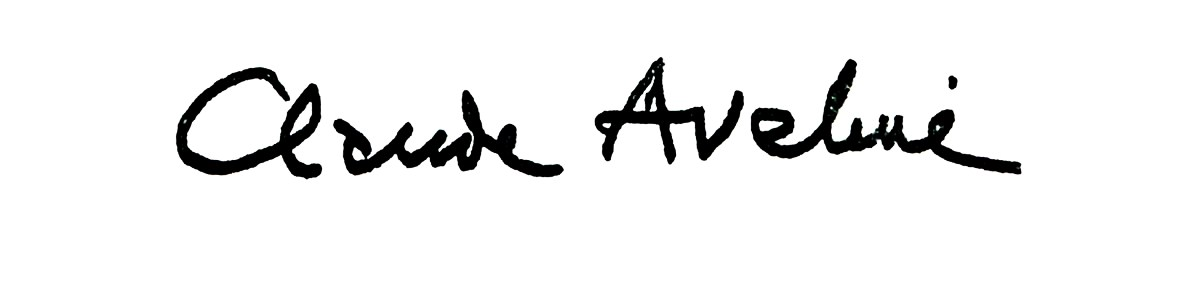
Signature de Claude Aveline

Édités entre 1922 et 1992, et souvent réédités, les ouvrages de Claude Aveline dépassent la centaine de titres dans les genres les plus divers : poèmes, romans, contes et nouvelles, recueils d'aphorismes et essais, témoignages sur la Résistance, écrits autobiographiques et récits de voyage, préfaces et réflexions sur peintres et sculpteurs, théâtre, créations et adaptations pour la radio et la télévision.
Trois sources ont ici été utilisées, Les Ouvrages de Claude Aveline de Florentin Mouret (1961), la bibliographie qui suit la version définitive des poèmes de Io Hymen (1980) et le catalogue des publications de Claude Aveline disponibles à la Bibliothèque nationale de France.
Sont indiquées entre parenthèses les dates d'écriture des œuvres selon les indications de l'auteur.

### Poèmes
: document utilisé comme source pour la rédaction de cet article.
- Io Hymen, suivi de Chants funèbres (1923-1924), 1925, 40 pages

- Portrait de l'Oiseau-Qui-N'Existe-Pas et autres poèmes, Genève, Club du Poème, 1965 — 18 lithographies originales d'Ossip Zadkine.
- De, Paris, José Corti, 1967, édition collective corrigée.
- Monologue pour un disparu (1968-1973) (ill. de l'auteur) (Jacques Lyon, déporté à Auschwitz), Paris, Éditions Saint-Germain-des-Prés, 1973, 44 pages.
- Papiers (ill. d'Arthur Rennert), Lainsecq, Arthur Rennert, 1974.
- Litanies sur la disparition des dieux (août 1974), Sigean, Éditions de l'Orycte — couverture et dessin de l'auteur — hors commerce.

### Romans

#### La Quadrature du Sort
- Le Point du jour (1926-1927), Paris, éditions Émile-Paul Frères, 1928, 232 pages; édition corrigée, Monaco, Jaspard, 1946, 223 pages; version définitive, Paris, Mercure de France, 1960 ; Paris, Pierre Bordas et Fils, 1989, 212 pages. Traductions en russe (1937), suédois (1947), danois, anglais (1950), serbo-croate (1953), slovène (1956).
- Le Prisonnier (1934-1935), Paris, éditions Émile-Paul frères, 1936 et, version corrigée, 1946, 299 pages ; Paris, Del Duca, 1959 ; Paris, Cercle du bibliophile et Le Club de la femme, 1969, 253 pages (précédé d'un entretien avec Claude Aveline) ; version définitive, Paris, Mercure de France, 1971, 257 pages.
- Le Poids du feu (1957-1958), 1959, Paris, Del Duca, 1959, 245 pages ; Paris, Cercle du bibliophile, 1963 (précédé d'un entretien avec Claude Aveline), 253 pages ; Paris, Le Livre de poche n° 3855, 1974, 248 pages.
- Hoffmann Canada (1966-1977), Paris, Buchet-Chastel, 1977, 148 pages.

#### La Vie de Philippe Denis
- La Vie de Philippe Denis, Madame Maillart (1928-1930), Paris, Émile-Paul frères, 1930, 300 pages.
- La Vie de Philippe Denis, La Fin de Madame Maillart (1928-1930), Paris, Émile-Paul frères, 1930, 244 pages; nouvelle édition complète en un volume sous le titre La vie de Philippe Denis. Madame Maillart et la Fin de Madame Maillart,  édition corrigée, Émile-Paul frères, 1949, 338 pages.
- La Vie de Philippe Denis, Les Amours et les haines (1933-1937 et 1949-1951), Domat et Del Duca, 1952, 391 pages.
- Philippe (1952-1954), Domat, 1955, 272 pages.
- Édition complète en un volume, Paris, Del Duca, 1963.

#### Suite policière
- La Double mort de Frédéric Belot (1931-1932), Paris, Grasset, 1932, 256 pages ; édition corrigée suivie de Double note sur le roman policier', Paris, Émile-Paul, 1947, 279 pages ; version définitive, Paris, Club des jeunes Amis du Livre, 1962, 231 pages ; Paris, Mercure de France, 1962, 231 pages, et 1966 ; suivi de Voiture 7 place 15, Club du livre policier, OPTA, 1963 ; Rombaldi - Club de la femme, 1966, 251 pages ; Paris, Cercle du bibliophile, 1967 et 1971, 251 pages ; Rombaldi - Nouveau Club de la femme, 1971 ; Paris, 10-18 n° 1655, 1984, 287 pages ; éditions scolaires canadienne (1958) et anglaise (1961).
- Voiture 7 place 15, précédé d'un Discours de l'auteur à lui-même et suivi de La nuit de Piétremont, Paris, Émile-Paul, 1937, 238 pages. Réédition Sans le Discours ni La nuit), 1947 ; Paris, Club du livre policier, 1963 ; version définitive, Paris, Mercure de France, 1970, 139 pages ; Voiture 7 place 15' suivi de Le Jet d'eau, Paris, 10-18 n° 1653, 1984, 286 pages ; éditions scolaires hollandaise (1938 et 1941), américaine (1940), anglaise (1945), suédoise (1963).
- L'Abonné de la ligne U (1940-1941), Paris, Émile-Paul, 1947, 446 pages ; Paris, Club du livre policier, 1963 ; version définitive, Paris, Mercure de France, 1964, 400 pages ; Paris, Livre de poche n° 2678, 1969, 467 pages ; Genève, collection Les grands maîtres du roman policier n° 12, éditions de Cremille, 1973, deux tomes, 247 et 259 pages ; Paris, Folio n° 312, Gallimard, 1973, 470 pages ; Paris-Bruxelles, Tusitala, 2025, 424 pages.
- Le Jet d'eau, précédé de Voiture 7 place 15 (1944-1945), Paris, Émile-Paul, 1947, 306 pages ; version définitive, Paris, Mercure de France, 1970, 205 pages ; Cercle du bibliophile, 1970, préface de Gilbert Sigaux ;  Paris, 10-18 n° 1653, 1984, 286 pages.
- L'Œil de chat, Paris, Mercure de France, 1970, 247 pages ; La Guilde du Livre, 1974 ; suivi de Mister Farington et Monsieur Blanc, :Paris, 10-18 n° 1654, 1984, 319 pages.
- Édition complète en un volume sous le titre Suite policière, suivis d'une Double note sur le roman policier et d'une Confession policière, Paris, Mercure de France, 1987, 951 pages (1975) (ISBN 2715214588); traductions anglaise (1971), italienne (1974), américaine (1975) et allemande.

Les cinq volumes ont paru séparément en Hongrie, aux Pays-Bas, en Pologne, au Portugal, en Roumanie, en Suisse alémanique, en Tchécoslovaquie (en serbe et en slovaque), en Yougoslavie (en serbe, en slovène et en macédonien)/

### Contes et nouvelles
- Lorsque Candide fut parti, Paris, imprimerie Frazier-Soye, 1922, 27 pages ; Paris, chez Henry Gollet, 1924, 39 pages.
- Molène, avec son portrait par Steinlen, deux compositions de Steinlen, éditions de la revue Les Humbles, Paris, juin 1923 ; La Charité-sur-Loire, A. Delayance, 1927, 28 pages, 450 exemplaires.
- L'homme de Phalère, Apologues I, Paris, Les Humbles, Revue littéraire des primaires, numéro 6, juin 1923, 46 pages.
- L'eau ruisselle de toute part, Apologues II, Paris, Les Humbles, février 1924, 47 pages.
- Le Postulat, récit orné de 8 lithographies originales hors texte de Berthold Mahn, Paris, Au Sans Pareil, 1928, 79 pages, 500 exemplaires.
- Trois histoires de la nuit, Paris, Émile-Paul, 1931, 236 pages.
- L'Enchaînement, nouvelle, dans Candide, 8 octobre 1931.
- La Nuit de Piétreont, nouvelle, dans Candide, 16 novembre 1933 ; dans Mystère magazine n° 50, mars 1952.
- L'Homme de Phalère, apologues (1919-1935), édition collective corrigée, Paris, Émile-Paul, 1935, 213 pages [apologues (1919-1935), réunit Molène, L'homme de Phalère, Apologues I, L'eau ruisselle de toute part, Apologues II et Lorsque Candide fut parti].
- C'est vrai, mais il ne faut pas le croire, Paris, imprimerie de Chantenay , 1955, 16 pages; édition collective corrigée, Paris, Mercure de France, 1960; réédition C'est vrai, mais il ne faut pas le croire (1955-1960), suivi de Claude Aveline ou une poétique de la prose par Jean Lescure, Imprimerie nationale, 1989  (ISBN 2110809825)..
- Pour l'amour de la nuit (1931-1956), édition collective corrigée (reprend Trois histoires de la nuit, 1931 et ""La nuit de Piétremont; 1933), Paris, Domat, 1956, 240 pages ; traduction Belgrade, 1958.
- Histoires nocturnes et fantastiques, Paris, Imprimerie nationale, 1989, 473 pages (contient Pour l'amour de la nuit, 1956, et ""C'est vrai mais il ne fait pas le croire).
- Par le silence et par la voix (Deux passions), La Tuilerie Tropicale, 1987, 78 pages.  (ISBN 2906021032).
- La Villa Remiro, illustrations par Yan Nascimbene, Paris, Imprimerie nationale, 1990, 79 pages.

### Guerre et politique
- Examen, La Haye, Stols, 1925, hors commerce; repris en préface dans Les Devoirs de l'esprit, 1945.
- Au secours des mineurs d’Oviedo ! Lettre à Mr. le Gouverneur des Asturies, Paris, Éditions du Comité populaire d’aide à toutes les victimes du fascisme en Espagne, 1935, 15 pages [Brochure reprise dans Les Devoirs de l’Esprit, 1945].
- Les Deux stades (Nuremberg et Prague), dans Paris, Europe, 15 octobre 1938, p. 147-160; repris dans Les Devoirs de l’Esprit, 1945.
- Le Temps mort (publié sous le nom de Minervois, pseudonyme de Claude Aveline en clandestinité), Paris, Les Éditions de minuit, 1er juin 1944 ; sous le nom de Claude Aveline, Les Éditions de minuit, 1945, 77 pages; repris dans Le Temps mort et autres récits, 1962.
- Lettre à nos amis américains, Cahors, Centre des Intellectuels, 1944, 15 pages; repris dans Domenico Canciani et Claude Aveline L'esprit et ses devoirs, 1993.
- Dans Paris retrouvé, frontispice de Berthold Mahn, Paris, Émile-Paul Frères, 1945, 25 pages; repris dans Le Temps mort et autres récits, 1962.
- Claude Aveline, Jean Cassou, André Chamson, Georges Friedmann, Louis Martin-Chauffier et Vercors, L'Heure du choix, Les Éditions de minuit, 1947, 170 pages [Comprend six parties dues respectivement à chacun des auteurs. Le texte d'Aveline a pour titre Les églises et l'homme].
- Les Devoirs de l'esprit, chroniques et discours (1925 et 1933-1939), édition collective corrigée, Paris, Grasset, 1945, XIII-290 pages; avec une introduction datée de 1925.
- Mesure à cinq temps, de la Libération à la victoire, Comité des œuvres sociales des organisations de la Résistance, 1948, 59 pages, 1000 exemplaires.
- Le Temps mort et autres récits (1943-1949), édition collective, version définitive, Paris, Mercure de France, 1962, 215 pages ; réédition, 2008, 81 pages.
- Domenico Canciani et Claude Aveline, L'esprit et ses devoirs : écrits de Claude Aveline (1933-1956), Padoue (Italie), Il poligrafo, et Paris, Séguier, coll. « Varianti » (no 8), 1993, 302 p. (ISBN 887115021X). L'ouvrage reprend 13 des 24 textes publiés dans Les Devoirs de l'esprit (1945) avec 2 inédits et 7 textes publiés dans Le Temps mort et autres récits (1962). Il rassemble 44 textes publiés par Claude Aveline entre 1940 et 1955.

### SurAnatole France

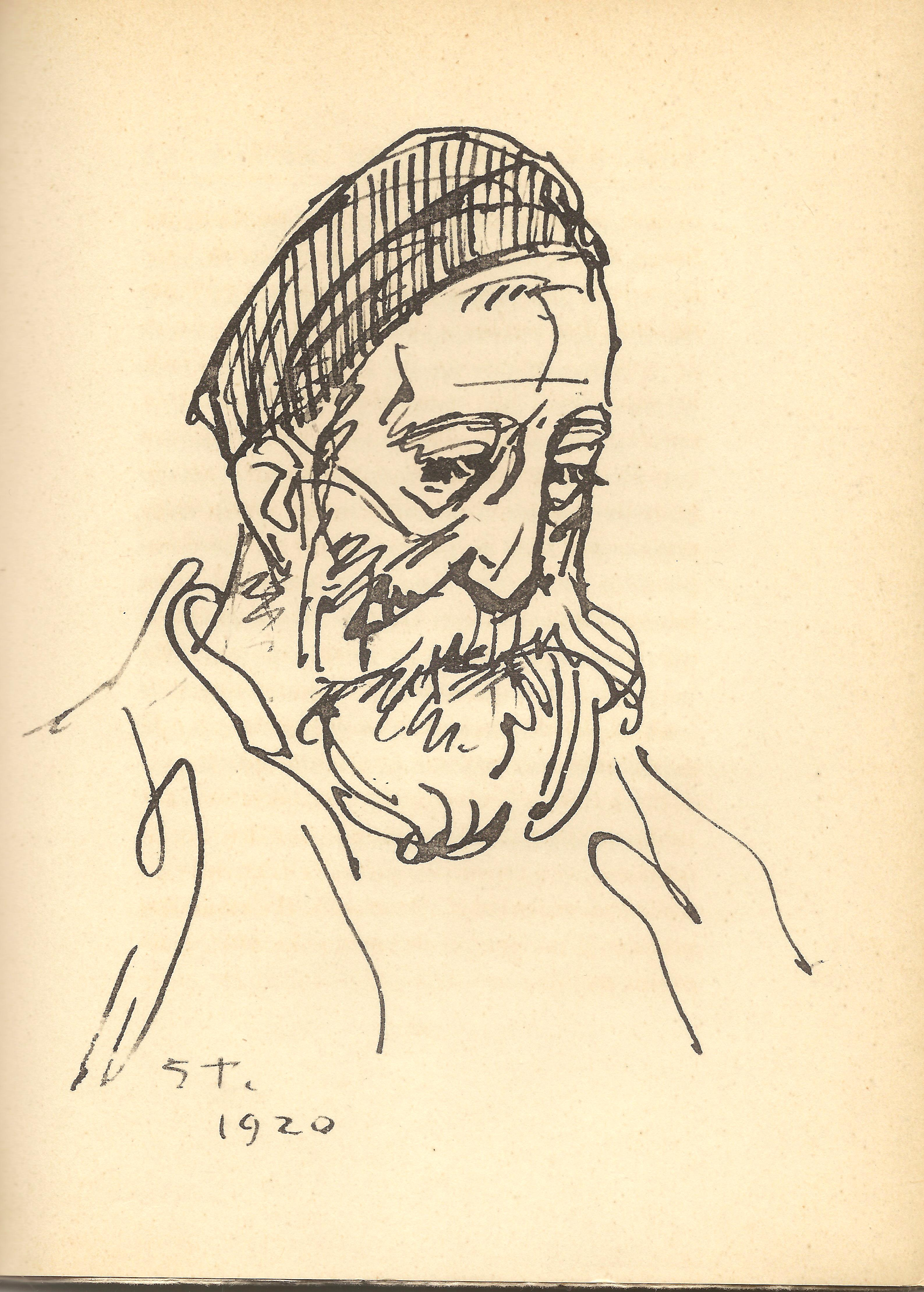
Anatole France, dessin de Théophile Alexandre Steinlen dans Les Muses mêlées (1926)

- Ce matin-là, M. France..., dans Chronique des lettres françaises, n° 11, septembre-octobre 1924, pp. 577-583.
- Pour l'anniversaire d'Anatole France, dans La Grande revue. n° 10, octobre 1925, p. 539-548.
- La Jeunesse d'Anatole France, dans Chronique des lettres française, n° 20, mars-avril 1926, p. 199-218.
- Sur l'Alfred de Vigny d'Anatole France, Paris, aux dépens d'un amateur, 1928, 35 pages [extrait du Manuscrit autographe, n° 15, mai-juin 1928].
- Anatole France révolutionnaire, Paris, Savoir, jeunesse, culture, action. Conférences 1937-1938, Conférence n° 13, 1937.
- Anatole France, introduction et choix de textes par Claude Aveline, Genève-Paris, Éditions des Trois Collines, 1948 (124 p.).
- Anatole France, Trente ans de vie sociale:

I. Introduction générale, 1897-1904, commentés par Claude Aveline, Paris, Émile-Paul, 1949, 250 pages.
II. 1905-1908, commentés par Claude Aveline, Paris, Émile-Paul, 1953, 315 pages.
III. 1909-1914, commentés par Claude Aveline et Henriette Psichari, Paris, Émile-Paul, 1964.
IV. 1915-1924, commentés par Claude Aveline et Henriette Psichari, Paris, Émile-Paul, 1973, 213 pages.
Trente ans de vie sociale, nouvelle édition, 4 tomes, Évreux, Cercle du Bibliophile, 1971.
- Anatole France le vivant, fragments de mémoires 1919-1924, Les Cahiers franciens no 7-9, Paris, Société Anatole France, 1987, 168 pages.

### Essais et recueil d'aphorismes
- Petite histoire de la La Charité (1922-1924), Delayance, 1924, 232 pages; rééditions Le Roman d'une ville de France, La Charité-sur-Loire, édition corrigée, La Charité-sur-Loire, Delayance éditeur, 1934, 225 pages, et, version définitive, 1968, 154 pages ; Le livre d'histoire-Lorisse, 2006.
- La Merveilleuse Légende du Bouddha (1920-1921), L'artisan du livre, 1928, 188 pages ; Éguilles, Association Claire-Lumière, 1990, 99 pages  (ISBN 2905998067).
- Fragments pour un Traité du souvenir, Paris, Émile-Paul Frères, 1930, 31 pages.
- Avec toi-même, fragments pour un traité du souvenir, 1944, 76 pages ; Paris, Paul Hartmann, 1947, 78 pages.
- Avec toi-même et cœtera, réflexions (1924-1962), édition corrigée, version définitive, Paris, Mercure de France, 1963.
- Plus vrais que soi (Les rapports du romancier et de ses personnages) (1946), portrait par Berthold Mahn, 1947; La Tuilerie Tropicale, 1988.
- Et tout le reste n'est rien (La Religieuse portugaise) (1941-1943), Paris, Émile-Paul frères, 1947, 129 pages; rééditions:  ...Et tout le reste n'est rien. La religieuse Portugaise avec le texte de ses lettres, Paris, Mercure de France, 1951, 300 pages ; Paris Club des libraires, 1955, 318 pages; Lettres de la religieuse portugaise, suivi de ... Et tout le reste n'est rien, Paris, Mercure de France, 1959, 245 pages; Paris, Mercure de France, 1986.
- Nocturnes, Paris, La Bibliothèque française, 1947, 96 pages.
- Pégomancie, Paris, Émile-Paul Frères, 1948, 62 pages.
- Les Mots de la fin (1952-1955), Paris, Hachette, 1957, 326 pages.
- Le Code des jeux, Paris, Hachette, Le Livre de Poche n° 2645, 1961; rééditions : 1963, 1970 ; version définitive, 1972, 1983, 640 pages.
- Célébration du Lit (1966), avec des reproductions du manuscrit de l'auteur, Le Jas du Revest-Saint-Martin, Basses-Alpes, Robert Morel, 1966.
- Quelques réflexions sur diverses formes de l'art contemporain, séance du 3 décembre 1969, Paris, L'Institut, 1970, 16 pages.
- Le Haut Mal des créateurs ou Le Complexe d'un siècle inexistant (1966-1973), Bruxelles, Jacques Antoine (éditeur), 1973, 221 pages.
- Pensées (c'est des pensées) mais Penser c'est dépenser donc Vaut mieux s'en dispenser, reproduction du manuscrit de l'auteur, Paris, Éditions de l'Orycte, 1978, hors commerce.
- Galerie des flammes ou la fascination des bibliothèques (27 juin 1978), discours à l'inauguration du fonds Claude Aveline et reproduction de 2 pages du manuscrit de Et tout le reste n'est rien (1947), bibliothèque de Versailles, 1978.
- A/.... ou Les apprêts de l'Après, reproduction du manuscrit de l'auteur, Paris, L'Orycte, Cipas, Prez-sur-Marne, 1982, 70 p. (400 exemplaires hors commerce) ; repris dans De fil en aiguille et de corde en gibet, 1986.
- De fil en aiguille et de corde en gibet suivi de A/.... ou Les apprêts de l'Après, Paris, José Corti, 1986, 152 pages  (ISBN 2714301606).
- Chroniques d'un cinéphile (1931-1939), préface de Jacques Baudou, Paris, Séguier, 1994, 396 pages.

### Pastiches de genres
- « Les Désirs » ou Le Livre égaré (mai 1926) (roman à clef), Maestricht, [Alexandre Alphonse Marius] Stols et Paris, Aveline, 1926 ; nouvelle édition revue et corrigée, préface de Max-Philippe Delatte, Paris, Société Anatole France, 1982 ; éditions Cartouche,2009, 102 pages.

- Le Bestiaire inattendu, divertissement légendaire (1952), Paris, Mercure de France, 1959, 200 pages; traduction anglaise, Londres, Harrap, 1961.
- Les Réflexions de Monsieur F. A. T. (1943), Paris, Mercure de France, 1963, 110 pages.
- Les Cantiques de Miss Lundell, 1982.
- Trésors de la Connivence, La Vie et L'Œuvre du Pr Lembourg, inédit.
- Manuel d'inspiration[35] (1960-1990), fac-similé, 150 exemplaires hors commerce, Ville de Versailles, 1992.

### Florentin Mouret, collection de textes inédits de Claude Aveline (hors commerce)
- Extrait du livre de vie, Avignon, Pour F. M. et ses amis, 1950, 49 pages.
- Pour ne rien dire, Avignon, Florentin Mouret, n° 1, 1951, 25 pages, 99 exemplaires [Allocution prononcée à l'Anglo-French luncheon club de Londres, le 23 novembre 1937].
- Bonne nuit, Francis, Avignon, Florentin Mouret, n° 2, 1951, 19 pages.
- La Clef de songe, Avignon, Florentin Mouret, 1953, 23 pages.
- Le Premier plan, Avignon, Florentin Mouret, 1953, 24 pages, 97 exemplaires.
- Clandestins, Avignon, Florentin Mouret, 1954, 29 pages [Paru sous le nom de Denis, dans les Cahiers de Libération, n° 1 et 4, septembre 1943 et mars 1944]; repris dans Domenico Canciani, 1993.
- Le Dieu et le divin, Avignon, Florentin Mouret, n° 7, 1954, 23 pages, 98 exemplaires [Extrait d'une série de Mots de la fin, lus à la Radiodiffusion française, en 1952].
- Grèges, Avignon, Florentin Mouret, n° 9, 1955, 21 pages, 98 exemplaires.
- Plus qu'on ne peut donner, Avignon, Florentin Mouret, n° 10, 1956, 21 pages, 98 exemplaires.
- Rêves perdus, 2 volumes, Avignon, Florentin Mouret, 1957, 25 et 27 pages, 97 exemplaires [Texte diffusé le 28 juin 1956 dans une série d'émissions intitulée Le Bureau des rêves perdus].
- Lettres dansantes, Avignon, Florentin Mouret, n° 14, 1965, 23 pages.
- Un Cauchemar, Avignon, Florentin Mouret, 1965 [chronique dansLe Figaro, 17 novembre 1965].

### Écrits autobiographiques
- Moi par un autre, confrontation d'un auteur avec son premier livre (« Le Point du Jour »), plaquette, tiré à part, extrait du Mercure de France du 1er Mai 1960.
- Florentin Mouret, Les Ouvrages de Claude Aveline avec un texte inédit de Claude Aveline et son portrait par Jean Couty, Paris, Mercure de France, 1961, 72 pages.
- Confession policière (fragment de mémoires), avec la participation de Nicole Toussaint du Wast, Reims, Maison de la culture André Malraux, 1982, 60 pages ; repris dans Suite policière, Paris, Mercure de France, 1987.
- Moi par un Autre, chronique d'une enfance et d'une adolescence dans les XX premières années de ce siècle, avec la participation de Nicole Toussaint du Wast (1974-1981), Paris, Pierre Bordas et Fils, 1988, 358 pages  (ISBN 2-86311-170-1) (BNF 35558818).

### Récits de voyages
- Visite de M...-Le Vieux, ou l'horreur des commentaires (26 juin 1927), La Charité-sur-Loire, Delayance, 1928, 45 pages.
- Routes de la Catalogne ou Le Livre de l'amitié (1928), avec 60 dessins de Berthold Mahn, Paris, P. Hartmann, 1932, 216 pages.
- La Promenade égyptienne (1932-1934), avec quarante illustrations, Paris, Émile-Paul frères, 1934, 370 pages ; Paris, Renaudot et Cie, 1988, 250 pages  (ISBN 2877420019).

### Livres pour les enfants
- Baba Diène et Morceau de Sucre, roman pour les enfants, (avec 30 illustrations de Jean Bruller, plus connu sous son nom de plume, Vercors), Paris, Gallimard, 1937 ; traduction yougoslave, 1960..
- Histoires du lion, de l'éléphant, du chat et... de quoi encore ??, conte pour les enfants (1939-1943), Paris, Gallimard, 1946, 44 pages ; version définitive, Paris, La Farandole, 1974, 45 pages.
- L'Arbre Tic-Tac, conte pour les enfants, illustrations de Jacqueline Duhem, Paris, Éditions Raisons d'enfance, 1950, 16 pages.

### Divers
- Songes ornés (mai-décembre 1919), Paris, aux dépens d'un amateur, 1925, 30 pages.
- Jean de Saint-Prix, dans Vita, juin 1924, 8 pages.
- Le Sanatorium universitaire de Leysin, Paris, imprimerie de G. de Malherbe, 1928, 22 pages; repris dans Les Devoirs de l'esprit, 1945..
- Discours aux statues (1927), Maestrichts, Stols, 1930.
- Le (XIIe) Congrès international des P.E.N. Clubs, article paru, amputé, dans 'Les Nouvelles littéraires', 7 juillet 1934, 4 pages; repris dans Les Devoirs de l'esprit, 1945.
- Devant un arbre de Noël. Pour les étudiants du Sanatorium universitaire de Leysin, 24 décembre 1937, Anvers, imprimerie de Deplace, Koch et Cie, 1937, 13 pages; repris dans Les Devoirs de l'esprit, 1945.
- Claude Aveline présente 14 bêtes illustres gravées par Paul Elsas [Le cerf de Saint-Hubert, le perroquet de Robinson, le chien de Saint Roch, la colombe de l'Arche, la baleine de Jonas, la conque de Vénus, le cheval de Don Quichotte, l'âne de la crèche, la louve romaine, le cochon de Saint-Antoine, le taureau d'Europe, le cygne de Léda, le coq gaulois, le serpent du paradis terrestre], portfolio avec 14 bois en noir de Paul Elsas, Simone Collinet, Paris, 1953, 90 exemplaires.
- Égypte, Paris, Les albums des guides bleus, Hachette, 1955, 126 pages.
- L'As de cœur, Paris, Max Philippe Delatte, 1958, 146 exemplaires.
- De Venise, dans Comprendre, n° 29-30, Venise, Société européenne de culture, 1967, 5 pages.

### Sur peintres et sculpteurs

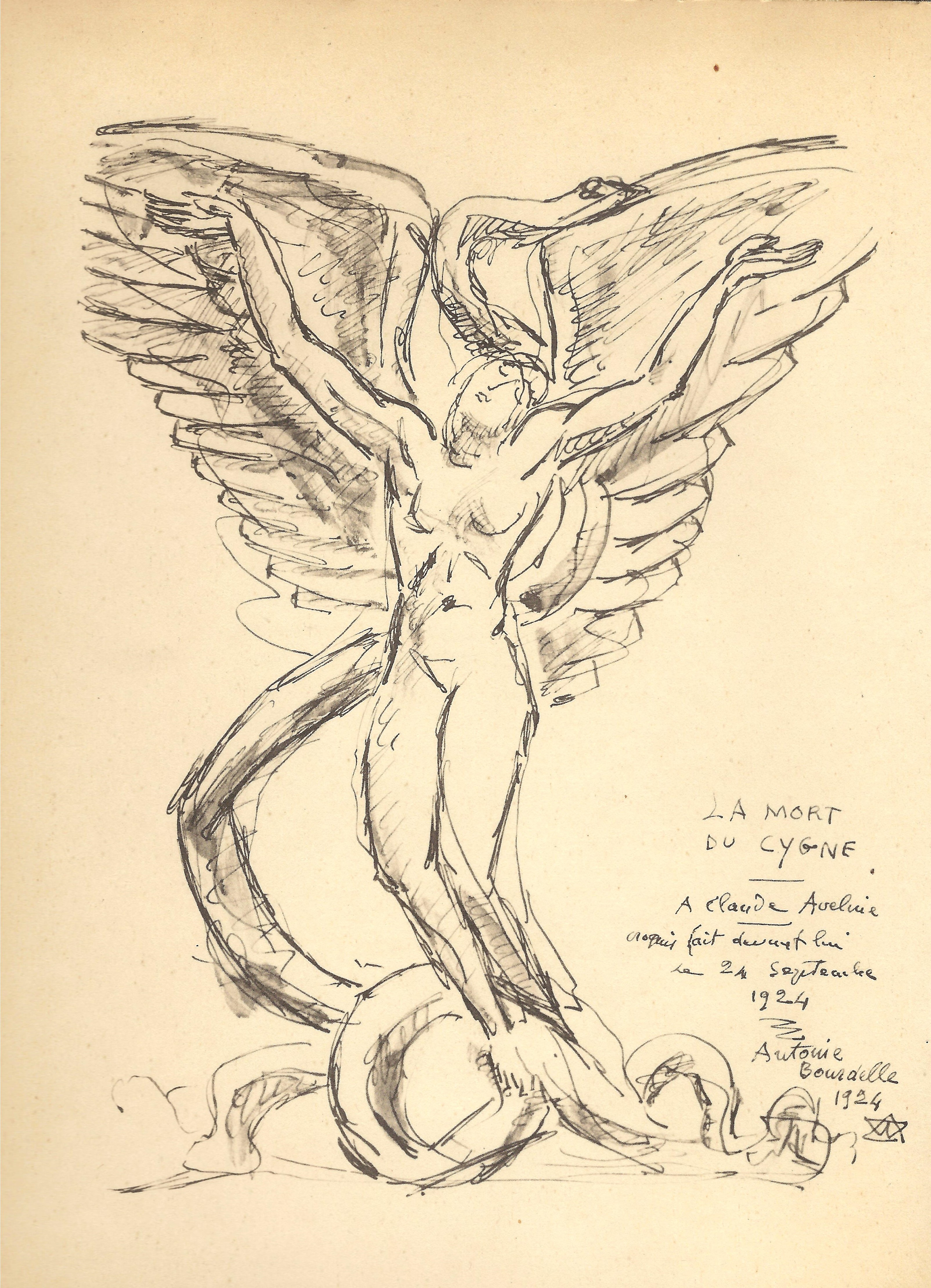
Dessin d'Antoine Bourdelle dans Les Muses mêlées (1926)

- Steinlen, l'homme et l'œuvre, Paris, Les écrivains réunis, novembre 1926, 28 pages.
- Les Muses mêlées, avec quatre dessins inédits de Antoine Bourdelle, Steinlen et Berthold Mahn, (1921-1925), édition collective corrigée, Paris, André Delpeuch, 1926, 950 exemplaires, 123 pages [sur Bourdelle, Jean de Saint-Prix, Steinlen et Anatole France].
- Rodin. L'homme et l'œuvre (janvier 1927), Paris, Les écrivains réunis, 1927, 39 pages.
- Figurines en papier de Paul Elsas, Paris, Galerie Billiet-Pierre Vorms, mars-avril 1936.
- Antoine Bourdelle, La sculpture et Rodin, avec vingt-deux compositions d'Antoine Bourdelle, dont dix-neuf inédites, et précédé de « Quatre pages de journal » par Claude Aveline, Paris, Émile-Paul, 1937, 238 p.. Réédition : La sculpture et Rodin, précédé de Quatre pages de Journal et un Avant-Propos de Claude Aveline, Paris, Arted, 1978, 208 p.  (ISBN 2-85067-051-0)
- Jean Couty, peintures récentes, Paris, galerie Katia Granoff, mars 1945.
- Bourdelle et la danse, Isadora et Nijinski, textes de Claude Aveline et Michel Dufet, Paris, Arted, 1969.
- Le dernier Zadkine, reproduction du manuscrit (4 pages) de l'article publié dans Le Figaro du 29 novembre 1967, avec une photographie du buste de Claude Aveline par Ossip Zadkine et la reproduction d'une lithographie de Zadkine extraite de Portrait de l'Oiseau-Qui-N'Existe-Pas et autres poèmes (Genève, Club du Poème, 1965), Paris, Éditions de l'Orycte, mars 1990, hors commerce[36].

### Théâtre
- La Double mort de Fréderic Belot, adaptation italienne en 3 actes de Romano Calo, créé à Turin en 1935.
- Brouart et le désordre (1960), pièce en deux parties, préface de Gilbert Sigaux, Paris, Librairie théâtrale, 1961.

### Préfaces et ouvrages bibliographiques
- Les Ouvrages de Georges Duhamel, essai de bibliographie, précédé d'une Lettre sur les Bibliophiles par G. Duhamel, illustré d'un portrait par Berthold Mahn et d'un fac-similé, Paris, éditions Claude Aveline 1925, 99 pages, 865 exemplaires numérotés.
- Catalogue des éditions d'art, préface de Tristan Klingsor, Paris, éditions Claude Aveline, 1926, 67 pages.
- Alain-Fournier, Lettres au Petit B., précédées de La fin de la jeunesse par Claude Aveline, Paris, Émile-Paul Frères, 1930, 1936 et 1949, 192 pages.
- Léon Carias, Carnets intimes d'Anataole France, préface de Claude Aveline, Paris, Émile-Paul frères, 1946
- Simone Martin-Chauffier, Aujourd'hui comme hier, roman, préface de Claude Aveline, Paris, Julliard, 1952, 259 pages.
- Pierre Choderlos de Laclos, Les Liaisons dangereuses, préface de Claude Aveline, Paris, Club des classiques, 1967.

### Radio
- La Femme disparue (70 minutes), 1947.
- Sur le thème de L'Œil de chat, 12 épisodes de 20 minutes, réalisation de Pierre Havet, diffusé en 1951.
- Le Bestiaire inattendu, six parties de 30 minutes, 1952.
- ""Le Postulat, d'après la première des Trois histoires de la nuit, adaptation de Jacques Armand, 1953.
- La Double mort de Fréderic Belot, lecture par Roland Alexandre, 1954.
- Le Prisonnier, en collaboration avec Étienne Gril, 1954.
- C'est vrai, mais il ne faut pas le croire (50 minutes), 1955 (prix Italia 1955).
- Le Prodigieux Petit Canard (90 minutes), 1957.
- Voiture 7 place 15, lecture par François Périer, 1957.
- L'Abonné de la ligne U, version originale de l'auteur, réalisation de Georges Godebert, quarante épisodes de 10 minutes, Radio-Télévision française, 29 décembre 1957-février 1958 ; 1982.
- La Villa Remiro (60 minutes), 1958.
- Les Chiens et la mort, d'après une nouvelle de C'est vrai, mais il ne faut pas le croire, 1955, (55 minutes), 1959.
- L'As de cœur, musique de Henri Sauguet, (37 minutes), 1961.
- L'Affaire Magny, d'après la deuxième des Trois histoires de la nuit, (90 minutes), 1965.
- L'Exception (28 minutes), 1965.
- Le roman policier est-il un genre littéraire?, 30.08.1968, (31 minutes)[37].
- Les Filles blanches d'Amsterdam, en collaboration avec Roger Régent, d'après une nouvelle de C'est vrai, mais il ne faut pas le croire, 1955, (75 minutes), 1966.
- L'Entretien (75 minutes), dramatique à un seul personnage (Françoise Rosay), 1967 et 1970.
- Hoffmann Canada (60 minutes), 1969.
- Coupez les nageoires à l'aide de gros ciseaux (cinq minipièces en 80 minutes), 1970.
- Voiture 7 place 15, version originale de l'auteur, réalisation de Bronislav Horowicz, 80 minutes, 1973 ; traduction allemande, RFA, 1974 et RDA, 1977.

### Télévision
- Voiture 7 place 15, version originale de l'auteur, réalisation d'André Leroux, 1958, 1 heure et 21 minutes, ORTF. Traduction anglaise, Londres, 1962
- L'Abonné de la ligne U, version originale de l'auteur en 40 épisodes de 15 minutes, réalisation de Yannick Andréi, Deuxième chaîne de l'ORTF, 1964 et première chaîne en 1966 ; ICI Radio-Canada Télé, 1966.
- Susanna's secret, 1966, 50 minutes, réalisation de Herbert Wise (en anglais)
- La Double mort de Fréderic Belot, adaptation italienne d'Enzo d'Errico, 1968.
- Provinces, émission "De folie et d'amour", réalisation de Jean-Paul Sassy, ORTF, 1968.
- L'Entretien, 1969, 1 heure et 5 minutes, réalisation d'André Leroux
- Le Jet d'eau, adaptation de Jeanine Planché et Henri Polage, diffusé en 1973.
- Claude Aveline a également écrit des versions télévisuelles de C'est vrai, mais il ne faut pas le croire et de L'Entretien.

### Peintures au feutre
- Jean Cassou, Les Peintures au feutre de Claude Aveline suivi de Réflexions naïves mais complètes sur un bonheur nouveau par Claude Aveline, Paris, Jalons, 1980.
- Claude Aveline - Les Peintures Au Feutre, préface de Rhodia Dufet-Bourdelle, textes de Jean Cassou, Claude Aveline et Michel-Georges Bernard, Paris, Musée Bourdelle, 1991, 48 p.  (ISBN 2879000297). .

### Ouvrages collectifs
- Claude Aveline, Marcel Berger et Tristan Bernard, Les Plus jolies histoires d'enfants, Paris, Émile-Paul frères, 1938.
- Claude Aveline et André Maurois, Hommage à Eugène Dabit, Paris, Gallimard, 1939, 139 pages.
- Claude Aveline, Félicie de Baillehache, Marcel Berger, Jean Cassou, Colette, Luc Durtain, Claude Farrère et Charles Foleÿ, Les plus belles histoires de peur, Paris, Émile-Paul frères, 1942, 240 pages.
- Monsieur Sommeil, nouvelle inédite, dans France-Illustration littéraire et théâtrale, n° 18, août 1948.
- De Huysmans et de M. Folantin, dans France-Illustration littéraire et théâtrale, n° 18, 15 août 1948.
- Claude Aveline, Jean Cassou, Louis Martin-Chauffier et Vercors, La voie libre, Paris, Flammarion, 1951 [Comprend quatre parties dues respectivement à chacun des auteurs].
- A quoi ça sert, ou le Complexe d'un siècle inexistant, dans Comprendre, n° 31-32, Venise, Société européenne de culture, 1968.
- L'Anti-théâtre ou L'Excommunication de Théramène, dans Modern drama, Volume XVIII, 1975. pp. 281-324. - Texte en français avec un résumé en anglais, Toronto, University of Toronto, Graduate Centre for study of drama, 1975.
- Pour Versailles, Bibliothèque municipale de Versailles, 1978.
- Claude Aveline et Max-Philippe Delatte, En se faisant écho, le 26 janvier 1983, La Charité-sur-Loire, Delayance, 1983, 31 pages (300 exemplaires).

## Sur Claude Aveline
- Claude Aveline, Livres de France n° 6, revue littéraire mensuelle, juin 1962 (« Claude Aveline, Portrait d'un ami » par Louis Martin-Chauffier, « Vue cavalière sur l'œuvre de Claude Aveline » par Samuel S. de Sacy, « Claude Aveline répond au questionnaire Marcel Proust », « Mister Farington et Monsieur Blanc » par Claude Aveline, « Œuvres de Claude Aveline ».)
- Hommage à Claude Aveline, pour les cinquante ans de sa vie littéraire, Paris, Société Anatole France, 1970, 51 p.
- Anne de Vaucher Gravili, Claude Aveline et Albert Camus - Alger 1937 - (avec un inédit de Camus), dans « Annali della Facoltà di Lingue e Letterature Straniere di Ca' Foscari », Brescia, Paideia, XIII, 2, 1974 (paru en 1976).
- Anne de Vaucher Gravili, Le « Prisonnier » de Claude Aveline et « L'Étranger » d'Albert Camus, Coïncidence fortuite ou influence directe ?, dans « Annali della Facoltà di Lingue e Letterature Straniere di Ca' Foscari », Brescia, Paideia, XVI, 1, 1977, p. 51-69.
- Domenico Canciani et Claude Aveline, L'esprit et ses devoirs : écrits de Claude Aveline (1933-1956), Padoue (Italie), Il poligrafo, et Paris, Séguier, coll. « Varianti » (no 8), 1993, 302 p. (ISBN 887115021X).

### Ouvrages généraux
- Robert O. Paxton, Olivier Corpet et Claire Paulhan, Archives de la vie littéraire sous l'Occupation, À travers le désastre, les Éditions Taillandier et les Éditions de l'IMEC, 2009, 448 p. (ISBN 978-2-84734-585-8), p. 218, 264, 269, 281, 299, 319 et 429

## Quelques réflexions
- « Un homme blanc, un homme noir, un homme jaune : toutes les larmes sont salées. »
- « À quelle heure te sens-tu vivant ? À l'aube, en plein midi, entre chien-et-loup, dans la nuit ? Question-clé. »
- « Il n'est rien de plus grand que l'homme sans Dieu qui, seul, sans espoir de « compensation » ni de récompense, se maintient l'esprit juste et le cœur pur. »
- « Quelquefois, quand je me regarde dans mon miroir, je me trouve une expression si humaine ! Il ne me manque que la parole. »
- « Un rien m'amuse, et c'est une chance, parce que tout m'ennuie. »
- « J'aime beaucoup le troisième étage, dit la cabine de l'ascenseur. C'est là que j'ai rendez-vous avec mon contrepoids. »
- « Il plongea dans ses pensées si profond qu'il ne resta de lui pas même une bulle. »
- « Déjà peut-être l'ange gardien prévenu a quitté sa faction. Il a rejoint son cantonnement, consulté le registre des affectations prochaines. Peut-être a-t-il repris du service autre part… »
- « Apprendre à se passer de ce qui se passera de nous. Revenir de tout avant de partir pour nulle part. »
- « Jésus dit : « Je suis la résurrection et la vie. » Mais je n'avais nul besoin d'une autre vie que celle-ci ! Je suis un cœur fidèle. »
- « L'absence de l'être aimé laisse derrière soi un lent poison qui s'appelle l'oubli. »